# Les Aventures de Nick Adams
Pour les articles homonymes, voir Nick Adams.
Les Aventures de Nick Adams (The Nick Adams Stories) est un recueil de vingt-quatre nouvelles écrites par Ernest Hemingway et assemblées en 1972 par Philipp Young.

## Historique
Ces nouvelles furent publiées de façon éparse dans des revues et dans d'autres livres d'Hemingway. Par exemple dans le recueil Cinquante mille dollars, trois nouvelles sont présentes (Le Village indien, Le Champion, Les Tueurs). Huit textes retrouvés chez Hemingway après son décès sont également contenus dans ce recueil. Philipp Young a eu l'idée de rassembler toutes les nouvelles évoquant Nick Adams, personnage récurrent de l'œuvre de l'auteur et son alter ego. Ce recueil apparaît ainsi comme une sorte d'autobiographie d'Hemingway - pour Young (préface de l'édition française de 1977) ce recueil forme : « un récit cohérent au cours duquel un personnage mémorable passe de l'enfance à l'adolescence ». Il évoque l'enfance passée, notamment aux côtés de son père, au contact des Indiens Ojibway jusqu'à l'avènement de la Première Guerre mondiale.